# Callerebia opima
Callerebia opima är en fjärilsart som beskrevs av Charles James Watkins 1927. Callerebia opima ingår i släktet Callerebia och familjen praktfjärilar. Inga underarter finns listade i Catalogue of Life.